# ホテルハマツ
ホテルハマツは、福島県郡山市虎丸町にあるホテル。

## 概要
かつてはホテルオークラチェーンに加盟しており、福島県内有数の高級ホテルとして、皇太子や秋篠宮、常陸宮等の皇族が福島県を訪れた際の宿舎として使用された実績がある。地元民放の福島テレビや福島中央テレビでCMも流しており、はまつちゃんというマスコットキャラクターもいた。
しかし、2003年（平成15年）8月に122億円の負債を抱えて民事再生法の適用を申請し、翌年には小山市の小山観光開発に営業譲渡して創業者の手を離れることになった。

## 歴史
- 1953年（昭和28年） - 貸衣装店『濱津衣装店』として創業。その後、次第に事業を拡大し、会津平安閣やはまつ典礼などをオープン。
- 1991年（平成3年）5月 - 郡山ザベリオ学園の郊外移転後の跡地にホテルハマツを開業。
- 1993年（平成5年） - 第12回福島県建築文化賞特別賞受賞。
- 2003年（平成15年）8月 - 民事再生法の適用を申請し、同年9月から民事再生を開始。
- 2004年（平成16年）7月 - ホテルハマツをはまつグループから小山観光開発に営業譲渡。8月に現経営会社のハマツ観光設立。10月に再オープン。また同年、ホテルオークラチェーンとの契約終了に伴い、同チェーンを脱退。
- 2005年（平成17年）1月 - はまつグループが経営する平安閣、斎場、その他施設をはまつグループからライフアンサージ（アルファクラブ系）に営業譲渡。
- 2020年（令和2年）3月 - 新型コロナウイルスの感染拡大に伴い、宿泊客の受け入れを休止[1]。
- 2021年（令和3年）2月 - 福島県沖地震により被災[1]。
- 2022年（令和4年）3月 - 福島県沖地震により再び被災[1]。前年2月の地震からの復旧作業が完了した直後のことであった[1]。復旧作業は翌年まで続いた[1]。

## 付属施設
1,000名規模のイベントが開催可能なコンベンションホール、ギャラリー、茶室、写真スタジオ、ヘアサロン、プールを備えたヘルスクラブ、フラワーショップ、アクセサリーショップ、バー、レストラン等がある。

## 交通
- JR東北新幹線 郡山駅西口バスターミナル9番ポール前から福島交通バス市役所経由の路線にて「虎丸」下車。
- JR東北新幹線 郡山駅西口から駅前大通りを直進、徒歩約15分。
- 東北自動車道 郡山ICより、車で約15分、さくら通り沿い。